# Rəşad Sadıqov
Rəşad Sadıqov   (Bakú, 16 de juny de 1982) és un exfutbolista azerbaidjanès de les dècades de 2000 i 2010.
Fou 110 cops internacional amb la selecció de l'Azerbaidjan.
Pel que fa a clubs, defensà els colors de PFK Turan Tovuz, PFC Neftchi, Foolad F.C., Kayserispor, Kocaelispor, FK Qarabağ i Eskişehirspor.

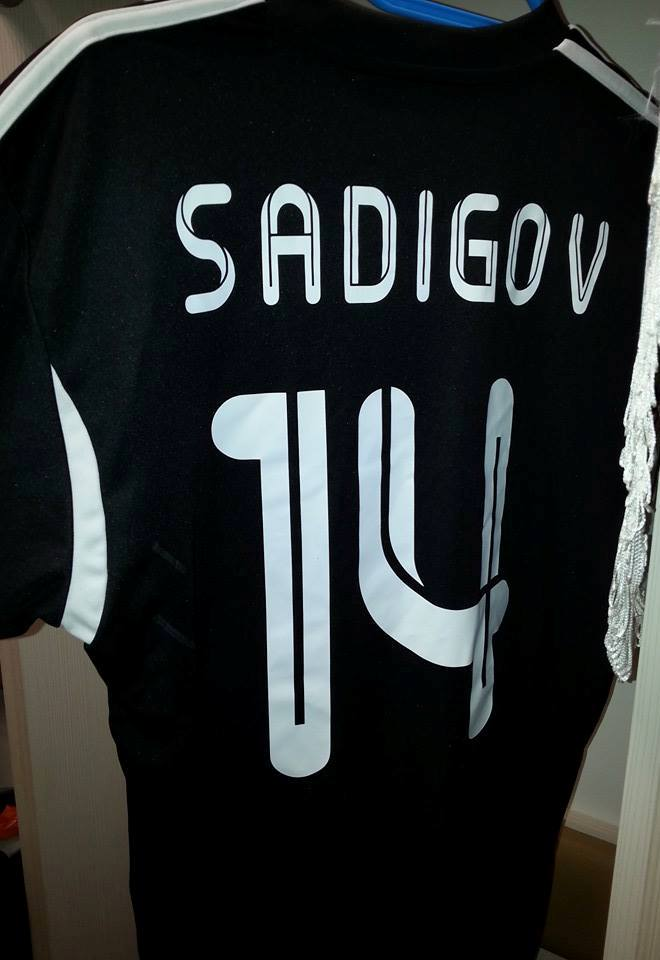
Samarreta de Rashad Sadygov a Qarabag el 2013–14.